# Gaius Caesar
Gaius Iulius Caesar (mezi 14. srpnem a 13. zářím 20 př. n. l. – 21. nebo 22. února 4 n. l. Lýkie) byl nejstarší syn Marka Vipsania Agrippy a Iulie starší, dcery císaře Augusta. Jeho rodné jméno není známo, jméno Gaius Iulius Caesar je jménem adoptivním.

## Život
Gaia a jeho bratra Lucia adoptoval roku 17 př. n. l. císař Augustus, který sám neměl mužského dědice. Jeho učitelem se stal Verrius Flaccus. V roce 13 př. n. l. se Gaius zúčastnil trojských her a o pět let později byl představen vojsku v Galii. Augustovým přáním bylo, aby zastával co nejvíce čestných funkcí, takže se množila jeho reprezentační veřejná vystoupení (předsedání hrám). V letech 6 př. n. l.|6 a 5 př. n. l. byl porůznu činný v kněžských úřadech (pontifex) a obdržel i titul předák mládeže (princeps iuventutis); zároveň se stal designovaným konzulem.
Jakožto Augustův dědic měl získat i vojenské zkušenosti. Příležitost k tomu se naskytla poté, co byl z Arménie vypuzen prořímsky orientovaný král Artavasdés a jeho místo zaujal Tigranés IV., straník Parthů. V doprovodu význačných vojevůdců a vybaven mimořádnými prokonsulskými pravomocemi vytáhl Gaius roku 1 př. n. l. na východ, předtím však ještě uzavřel sňatek Livillou, dcerou Drusa staršího. Cesta ho vedla přes Athény a Samos do Egypta a Sýrie, kde 1. ledna 1 n. l. nastoupil svůj řádný konzulát. Koncem roku byl již v Arménii a s pomocí římského expedičního sboru tam dosadil na trůn nejprve Ariobarzana a po jeho brzké smrti Artavasda. Setkal se také s parthským králem Fraatem, který nové poměry u svých hranic uznal.
Přes tento slibný vývoj se objevily komplikace, neboť také Artavasdés poměrně brzy zemřel. Protiřímská strana v Arménii se pustila s Římany do tuhého zápasu, ačkoli Gaius obratně uznal za krále opět Tigrana IV. Při obléhání města Artagiva, když se chtěl sejít s místním velitelem Addonem, byl Gaius 9. září roku 3 n. l. těžce raněn. Na zpáteční cestě v únoru následujícího roku zemřel v lýkijském pobřežním městě Limyře. Pohřben byl v Augustově mauzoleu.